# GR-8
El GR-8 és un Sender de Gran Recorregut que discorre pel sud-oest d'Aragó. Comença al nord de la província de Terol, en els ports de Beseit, on enllaça amb el GR-7 i acaba al sud de la mateixa, en Villel, enllaçant amb el GR-10.
Aquest sender forma part de l'Sender Europeu E-7 que va des Idanha-a-Nova (Portugal) fins Nagylak (Hongria).
Com sender de gran recorregut està abalisat amb senyals rojos i blancs.